# A visszatérő
A visszatérő (eredeti cím: The Revenant) 2015-ben bemutatott amerikai epikus életrajzi thriller-kalandfilm, melyet Alejandro G. Iñárritu rendezett. A főszerepben Leonardo DiCaprio, Tom Hardy, Will Poulter és Domhnall Gleeson látható.
Az Amerikai Egyesült Államokban 2015. december 25-én mutatták be. A magyarországi bemutató dátuma 2016. január 14., eredeti hanggal, magyar felirattal, az InterCom Zrt. forgalmazásában.
A Metacritic oldalán a film értékelése 76% a 100-ból, ami 50 véleményen alapul. A Rotten Tomatoeson a Visszatérő 80%-os minősítést kapott, 346 értékelés alapján. A filmről pozitív visszajelzések érkeztek a kritikusoktól; dicsérték DiCarprio és Hardy filmbeli alakítását, valamint Iñárritu rendezőt és Lubezki operatőrt. A film megtörtént események alapján készült. 2016. február 29-én a 88. Oscar-gálán DiCaprio megnyerte élete legelső Oscar-díját, ami a legjobb férfi főszereplőnek járó díj volt.
A film középpontjában egy Hugh Glass (DiCaprio) nevű férfi áll, aki bosszút akar állni egyik társán, miután az megölte a fiát, majd őt magát is meg akarta ölni, végül magára hagyta meghalni. A medvetámadás során szétmarcangolt férfi hegyen, erdőn, folyón, vérben, sárban kúszik, hogy bosszút állhasson...

## Cselekmény
|  | Alább a cselekmény részletei következnek! |

1823-ban járunk. Egy prémvadászokból álló expedíció a későbbi Dél-Dakota állam vadonjában, a Missouri folyó vidékén vadászik, hogy aztán jó áron adja el a szőrmét. A csapatot egy Andrew Henry (Domhnall Gleeson) nevű "kapitány" vezeti. A helyi őslakosok, az arikara indiánok ezt nem nézik jó szemmel, rajtaütést szerveznek. Mindössze a vadászok fele menekül csak meg egy bárkán, megmentve annyi prémet, amennyit tudnak, miközben az indiánok megállás nélkül nyilazzák őket. A túlélő vadászok nagyobbik része Henry vezetésével a hosszabb, hegyeken át vezető szárazföldi utat választja, tudván, hogy a folyó következő szakaszán ki lennének téve az indiánok további, végzetes támadásainak. A csapat hamarosan még lassabban tud haladni, ugyanis Hugh Glass (Leonardo DiCaprio), az egyik tapasztalt vadász belebotlik egy bocsait féltő termetes grizzly medvébe, amikor egy kicsit eltávolodik a csapattól.
A felbőszült grizzly vadul támad, majd szétmarcangolja a férfit. A súlyosan megsebesült Glass belelő egyet a medvébe, végül megöli őt a késével. Bár már halottnak érzi önmagát, a többiek képesek kezdetleges orvosi ellátást nyújtani neki. Valamennyire sikerül összevarrniuk a hátán, illetve a nyakán található mély sebeket. Glass sérülése súlyos, ezért rögtönzött hordágyon vonszolják, amitől az útjuk egyre nehézkesebben halad. A hegyeken azonban már nem tudják feljuttatni, ezért a csapat egyik tagja, a Glassra már előzőleg is sokat morgó John Fitzgerald (Tom Hardy) hajlandó jó pénzért ott maradni és vigyázni rá. Mindenki meg van róla győződve, hogy Glass hamarosan meghal. Fitzgerald és két fiatal társa vele maradnak, hogy halála után eltemethessék és később induljanak a csoport után. Azonban a türelmetlen Fitzgerald előbb Glasst akarja megölni, de ez nem sikerül neki, mert annak félvér fia, Sólyom ezt megakadályozza, azonban Fitzgerald őt öli meg. Másik társának, a gyilkosságot nem látó ifjú Bridgernek (Will Poulter) azt hazudja, hogy indiánokat látott a környéken, és menekülniük kell. Mivel szerinte Glass úgyis meghal, egy rögtönzött gödörbe vonszolja és földet borít rá. Így nélküle indulnak vissza. Ezután kezdődik el Hugh Glass könyörtelen küzdelme a természettel, hogy hazajusson és bosszút állhasson. A férfi hóban, fagyban, sárban, vérben kúszik az életben maradásért és a bosszúért. Ennek során a túlélésért harcolva egy alkalommal vastag medvebundába burkolózva gázol bele a jeges folyóvízbe, máskor egy elpusztult ló tetemét felvágva, annak még meleg véres testüregében vészeli át a fagyos éjszakát.
|  | Itt a vége a cselekmény részletezésének! |

## Szereplők
| Színész              | Szereplő                                       | Magyar hang      |
| -------------------- | ---------------------------------------------- | ---------------- |
| Leonardo DiCaprio    | Hugh Glass, prémvadász                         | Hevér Gábor      |
| Tom Hardy            | John Fitzgerald, a csapat tagja                | Király Attila    |
| Will Poulter         | Jim Bridger, a csapat legfiatalabb prémvadásza | Penke Bence      |
| Christopher Rosamond | Boone                                          | Kardos Róbert    |
| Robert Moloney       | Dave                                           | Kisfalusi Lehel  |
| Domhnall Gleeson     | Andrew Henry százados, a csapat vezetője       | Zámbori Soma     |
| Forrest Goodluck     | Sólyom, Glass fia                              | Baráth István    |
| Paul Anderson        | Anderson                                       | Schneider Zoltán |
| Brendan Fletcher     | Fryman                                         | Törköly Levente  |
| Joshua Burge         | Bajszos Bill                                   | Makranczi Zalán  |
| Kristoffer Joner     | Murphy                                         | Holl Nándor      |
| Lukas Haas           | Jones                                          | Dévai Balázs     |
| Cole Vandale         | Coulter                                        | Vári Attila      |
| Haysam Kadri         | Felcser                                        | Vári Attila      |
| Tyson Wood           | Weston                                         | Sarádi Zsolt     |
| Vincent Leclerc      | Trapper                                        | Jakab Csaba      |
| Peter Strand Rumpel  | Félmeztelen vadász                             | Bolla Róbert     |

## Forgatás
A film Michael Punke 2002-ben írt The Revenant című igaz történeten alapuló kiadatlan kéziratából készült. Akiva Goldsman producer már 2001-ben lecsapott a kézirat jogaira, a filmet Dave Rabe forgatókönyve alapján Samuel L. Jackson főszereplésével akarta elkészíteni, azonban Park Chan-wook filmrendező elhagyta a produkciót. 2010-ben merült fel újra a filmforgatás lehetősége, amikor Mark L. Smith forgatókönyvíró új adaptációt írt a kéziratból. A rendező John Hillcoat, a főszereplő Christian Bale lett volna. 2010 októberben John Hillcoat rendező elhagyta a produkciót. 2011 októberében került a kézirat Alejandro G. Iñárritu rendezőhöz, aki a főszerepet Leonardo DiCapriónak ajánlotta fel. Azonban mivel Iñárritu akkor még a Birdman, Leonardo DiCaprio pedig A Wall Street farkasa című filmen dolgozott, a forgatás csak 2014 októberében kezdődött meg.
Alejandro G. Iñárritu rendező és Emmanuel Lubezki operatőr a négy Oscar-díjat kapott Birdman című filmben dolgozott először együtt. Iñárritu azt akarta, hogy ne legyen vágás a filmben, és a forgatás időrendi sorrendben történjen. A néző mindvégig folyamatos jelen időben látja a cselekményt.  A minél nagyobb valószerűség érdekében csak természetes fényt használtak. A forgatás szinte mindvégig fagyos hőmérsékleti körülmények között zajlott, méteres hóban, fagyos folyóban. 
A filmet eredetileg a kanadai Sziklás-hegységben tervezték leforgatni, de amikor az idő enyhülni kezdett és elolvadt a hó, akkor Argentínába mentek folytatni a havas tájon a forgatást. A stáb, valamint a felszerelés utaztatása nem ment könnyen és mivel a természetes fény csak napi néhány órában állt rendelkezésre, az eredetileg 80 naposra tervezett forgatási időtartam 9 hónapra nyúlt.
Erőszakossága miatt az Amerikai Korhatár Bíróság (MPAA) "17 év alatt szülői/nagykorú felügyelet szükséges" kategóriába sorolta.

## Bevételi adatok
A film gyártási költsége 135 millió dollár volt. Amerikában 2015. december 25-én, Magyarországon 2016. január 14-én került bemutatásra.
| Időszak              | észak-amerikai bevétel | észak-amerikai összbevétel |
| -------------------- | ---------------------- | -------------------------- |
| 2015. december 25-31 | $ 872 519              | $ 872 519                  |
| 2016. január 1-7     | $ 684 382              | $ 1 556 901                |
| 2016. január 8-14    | $ 56 617 868           | $ 58 174 769               |

## Díjak, jelölések
Oscar-díj (2016)

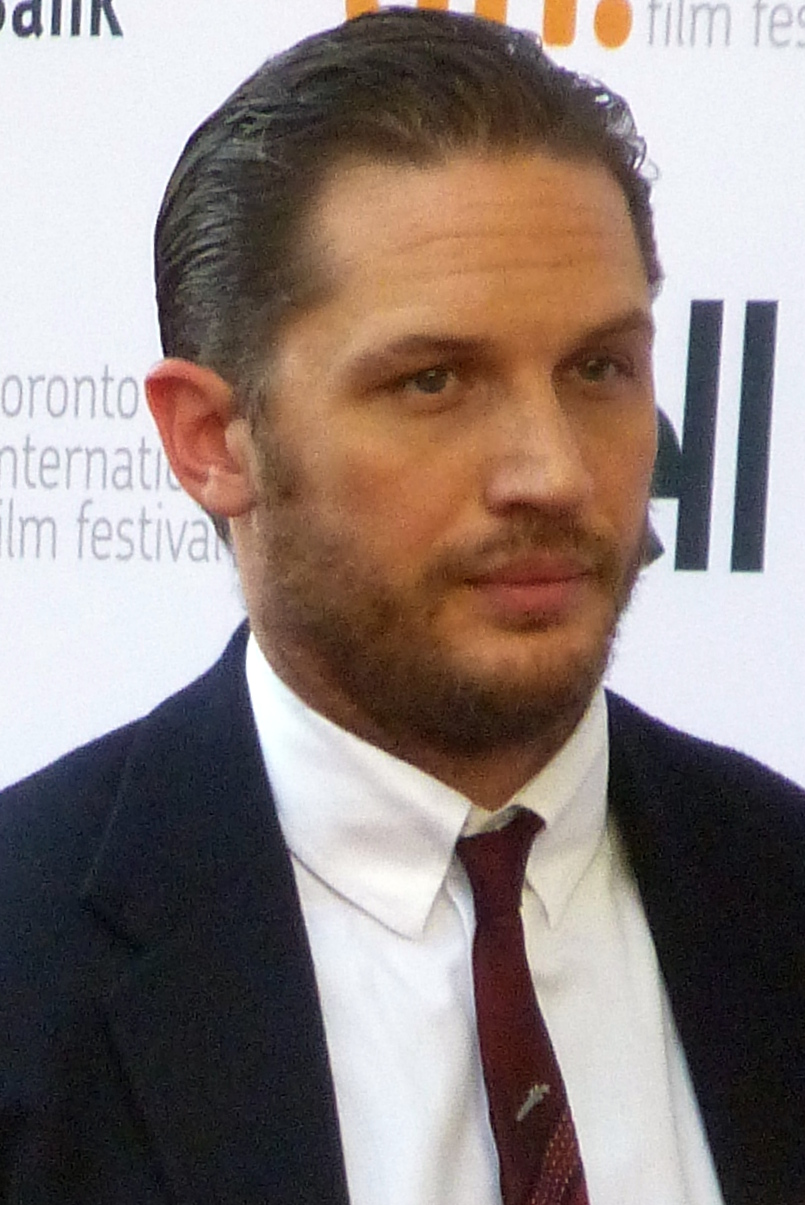
Tom Hardyt a filmben nyújtott alakításáért 2016-ban a legjobb férfi mellékszereplőként Oscar-díjra jelölték

- legjobb rendező: Alejandro González Iñárritu
- legjobb férfi főszereplő: Leonardo DiCaprio
- legjobb operatőr: Emmanuel Lubezki
- legjobb film – jelölés: Arnon Milchan, Alejandro González Iñárritu és Steve Golin
- legjobb férfi mellékszereplő – jelölés: Tom Hardy
- legjobb jelmeztervezés – jelölés: Jacqueline West
- legjobb látványtervezés/díszlet – jelölés: Jack Fisk and Hamish Purdy
- legjobb vizuális effektusok – jelölés: Rich McBride, Matthew Shumway, Jason Smith and Cameron Waldbauer
- legjobb smink és maszk – jelölés: Siân Grigg, Duncan Jarman és Robert Pandini
- legjobb hangvágás – jelölés: Martin Hernández and Lon Bender
- legjobb hangkeverés – jelölés: Jon Taylor, Frank A. Montaño, Randy Thom és Chris Duesterdiek
- legjobb vágás – jelölés: Stephen Mirrione

Golden Globe-díj (2016)
- legjobb filmdrám
- legjobb rendező: Alejandro González Iñárritu
- legjobb színész (filmdráma): Leonardo DiCaprio
- legjobb filmzene – jelölés: Szakamoto Rjúicsi, Carsten Nicolai

BAFTA-díj (2016)
- legjobb film: Arnon Milchan, Alejandro González Iñárritu és Steve Golin
- legjobb férfi főszereplő: Leonardo DiCaprio
- legjobb rendező: Alejandro González Iñárritu
- legjobb operatőr: Emmanuel Lubezki
- legjobb hang: Chris Duesterdisk, Jon Taylor, Frank A. Montaño, Randy Thom, Martin Hernández és Lon Bender
- legjobb filmzene – jelölés: Carsten Nicolai és Szakamoto Rjúicsi
- legjobb vágás – jelölés: Stephen Mirrione
- legjobb smink és maszk – jelölés: Siân Grigg, Duncan Jarman, and Robert Pandini